# مونتنگرو (کیندیو)
مونتنگرو (کیندیو) (به اسپانیایی: Montenegro, Quindío) یک سکونتگاه مسکونی در کلمبیا است که در بخش کیندیو واقع شده‌است.